# Ricardo Ayres
Ricardo Ayres (ur. 27 stycznia 1987) – brazylijski judoka.
Startował w Pucharze Świata w 2009 i 2010. Srebrny medalista igrzysk Ameryki Południowej w 2010 w drużynie.